# Форсстрём, Туа
Туа Биргитта Форсстрём (швед. Tua Birgitta Forsström; род. 2 апреля 1947, Порвоо, Уусимаа) — финская шведоязычная писательница, лауреат литературной премии Северного совета (1998) и высшей награды Финляндии для деятелей искусства — медали «Pro Finlandia» (1991).

## Биография
В 1972 году окончила Хельсинкский университет и в том же году опубликовала своё первое произведение — «En dikt om kärlek och annat».
Известна как поэтесса; является также автором нескольких пьес. В своём творчестве активно использует прямые цитаты из работ Людвига Витгенштейна, Германа Гессе и Фридриха Ницше.
В 1998 году удостоена литературной премии Северного совета за свой поэтический сборник «Efter att ha tillbringat en natt bland hästar» в котором использовала цитаты из фильма «Сталкер» режиссёра Андрея Тарковского. Кроме того, является лауреатом премий «Samfundet De Nio Stora pris», «Bellmanpriset» и «Edtih Södergran».
В феврале 2019 года Туа Форсстрём была назначена новым членом Шведской королевской академии наук. Это назначение стало первым случаем в истории, когда членом Шведской академии стала гражданка Финляндии. В 18-м кресле Академии она сменила шведскую поэтессу Катарину Фростенсон.